# 腹腔鏡手術
腹腔鏡手術（ふくくうきょうしゅじゅつ、英: laparoscopic surgery）とは、内視鏡器具を体表皮膚より腹腔内へ挿入して行う手術技法のこと。腹腔鏡の下で行うので、腹腔鏡下手術とも呼ばれる。

## 概要
腹腔鏡とは内視鏡（小型カメラ）の1つで、内視鏡を体内（腹腔）に入れて手術するため、腹腔鏡手術と呼ばれる。同じ内視鏡でも、体のどの部位に入れるかによって、名前が変わる。例えば、胸に入れて、肺の手術をするときは「胸腔鏡下手術」、膝の関節などで手術するときは「関節鏡下手術」という名前になる。
腹腔鏡下手術は直径1cmほどのカメラを用いて行うので、術野が限られている為、内臓脂肪が多かったり、胆嚢がんが疑われる場合、腹部手術の既往など癒着のはげしい場合は初めから開腹手術になったり、手術の途中から開腹手術に移行する場合もある。腹部に3～15ミリ程度の穴を数か所開けて、そこから腹腔鏡や専用の手術器具を挿入し、モニターに映し出される腹腔内の様子を観察しながら手術を行う方法で、開腹手術よりも患者の肋骨を切断する必要も無く身体的負担が少なく、回復も早い反面、高度な技術が必要とされる。手術の種類にもよるが、高難度の腹腔鏡手術では、開腹手術を選んだ方が死亡率が低くなる可能性がある。
腹腔鏡手術は開腹手術に比較し傷は小さく、美容面に優れるといった利点をもつ一方で、患部に直接触れられないことや、平面ディスプレイに拡大された画面を見ながら行うので、遠近感が掴み難いなど特殊な環境下で行う手術であるため技術的に難しく、合併症も開腹手術に比較しておこりやすい傾向にある。そのため、遠近感のない平面ディスプレイの欠点を補うべく内視鏡手術（腹腔鏡手術など）向けに3D対応内視鏡と3Dヘッドマウントディスプレイを用いるシステムも開発されてきている。また、患部を掴んだ感触が伝わらないので、患部に過剰な力が加わって傷つける危険があったが、鉗子の抵抗を術者の手に伝える仕組みが開発されている。